# Le Rugbynistère
Le Rugbynistère és un lloc web de referència en la línia del món del rugbi. El nom "Rugbynistère" ve de l'associació entre les paraules "rugbi" i "departament" (se diu ministère en francès) es van divertir amb els creadors del "Departament del Rugbi." Aquest lloc va néixer el novembre de 2008, la voluntat dels dos amants compartir la seva passió pel rugbi a 15 i el Web amb Internet: Maxime Rouquié (àrbitre de rugbi) i Nicolas Rousse (jugador de rugbi).
L'objectiu ara és tornar a crear amb les eines 2.0, el comerç i la mentalitat de rugbi per als fans de retorn a casa la nit de diumenge, quan el rugbi és l'excedent, allà és Rugbynistère. Les converses van bé en la comunitat de Facebook, i sempre hi ha un vídeo o crònica recordar l'estat d'ànim després del partit.
El Rugbynistère va superar el milió de pàgines vistes al mes durant el primer trimestre del 2011 (que és a 1,1 milions avui).

## Seccions del Rugbynistère

### Lloc
Vídeos, trasllats, propines, Top 14, Pro D2, Super Rugby, Aviva Premiership, Heineken Cup, Torneig de les Sis Nacions, Copa del Món de Rugbi, i altres.

### Una Botiga
La botiga ofereix productes dissenyats i creats pel Rugbynistère en el seu esperit. En aquest moment hi ha només samarretes, però pot ser que molt aviat altres productes fan la seva aparició.

### Un Blog
El bloc és l'espai reservat per als titulars de les notícies fora de rugbi. Proporciona informació sobre concursos, les obres de lloc web, consells sobre altres blocs, etc. És una part que permet compartir més lliurement amb els visitants, parlant dels creadors i dels lectors, i ajuda a crear aquest sentit de comunitat al voltant del Rugbynistère.

### La Comunitat rugbi (xarxa social)
La xarxa permet afegir gent com a amics i enviar-los missatges, compartir enllaços, fotografies i vídeos, entre altres coses; és obert per a tothom que estima el rugbi, i només cal una adreça de correu electrònic vàlida per registrar-s'hi. És una de les xarxes socials de rugbi més conegudes actualment a França i a Catalunya Nord.
És útil per a jugadors que busquen clubs, i per clubs que busquen jugadors. Instructors i entrenadors pot afegir.